# Joaquín Romero de Cepeda
Joaquín Romero de Cepeda var en spansk skald som levde i slutet av 1500-talet.
Romero de Cepeda väckte först uppmärksamhet genom sitt drama Selvaje, vars två första akter är en efterbildning efter Rojas Celestina. Romero de Cepedas främsta arbete är La metamorfósca, som utmärks av stor versifikatorisk talang, och av Romero de Cepedas övriga verk är att anteckna La antigua, memorable y sangrienta destrucción de Troya (1584), innehållande tio prosaberättelser om trojanska kriget och tjugo romanser, samt verssamlingen Conserva espiritual (1588). Romero de Cepeda är intagen i Spanska akademiens "Catálogo de autoridades de la lengua".